# يوم الوقيط
يوم الوقيط كان من حديثه أن اللهازم تجمعت، وهي قيس وتيم اللات ابنا ثعلبة بن عكابة بن صعب بن علي بن بكر بن وائل ومعها عجل بن لجيم وعنزة بن أسد بن ربيعة بن نزار لتغير على بني تميم وهم غارون.

## قبل المعركة
فرأى ذلك الأعور وهو ناشب بن بشامة العنبري، وكان أسيرا في قيس بن ثعلبة، فقال لهم : أعطوني رجلا أرسله إلى أهلي أوصيهم ببعض حاجتي . فقالوا له : ترسله ونحن حضور ؟ قال : نعم فأتوه بغلام مولد، فقال : أتيتموني بأحمق ! فقال الغلام : والله ما أنا بأحمق ! فقال : إني أراك مجنونا ! قال : والله ما بي جنون ! قال : أتعقل ؟ قال : نعم إني لعاقل. قال : فالنيران أكثر أم الكواكب ؟ قال : الكواكب ، وكل كثيرة، فملأ كفه رملا وقال : كم في كفي ؟ قال : لا أدري فإنه لكثير. فأومأ إلى الشمس بيده وقال : ما تلك ؟ قال : الشمس. قال : ما أراك إلا عاقلا، اذهب إلى قومي فأبلغهم السلام، وقل لهم ليحسنوا إلى أسيرهم فإني عند قوم يحسنون إلي ويكرموني ، وقل لهم فليعروا جملي الأحمر، ويركبوا ناقتي العيساء، وليرعوا حاجتي في بني مالك، وأخبرهم أن العوسج قد أورق، وأن النساء قد اشتكت، وليعصوا همام بن بشامة فإنه مشؤوم مجدود، وليطيعوا هذيل بن الأخنس، فإنه حازم ميمون، واسألوا الحارث عن خبري.
وسار الرسول فأتى قومه فأبلغهم، فلم يدركوا ما أراد، فأحضروا  الحارث وقصوا عليه خبر الرسول. فقال للرسول : اقصص علي أول قصتك فقص عليه أول ما كلمه حتى أتى على آخره. فقال : أبلغه التحية والسلام، وأخبره أنا نستوصي به. فعاد الرسول، ثم قال لبني العنبر : إن صاحبكم قد بين لكم، وأما الرمل الذي جعل في كفه فإنه يخبركم أنه قد أتاكم عدد لا يحصى، وأما الشمس التي أومأ إليها فإنه يقول ذلك أوضح من الشمس، وأما جمله الأحمر فالصمان فإنه يأمركم أن تعروه، يعني ترحلوا عنه، وأما ناقته العيساء فإنه يأمركم أن تحترزوا في الدهناء، وأما بنو مالك فإنه يأمركم أن تنذروهم معكم، وأما إيراق العوسج فإن القوم قد لبسوا السلاح، وأما اشتكاء النساء فإنه يريد أن النساء قد خرزن الشكاء، وهي أسقية الماء للغزو. فحذر بنو العنبر وركبوا الدهناء وأنذروا بني مالك، فلم يقبلوا منهم.

## يوم المعركة
ثم إن اللهازم وعجلا وعنزة أتوا بني حنظلة فوجدوا عمرا قد أجلت، فأوقعوا ببني دارم بالوقيط، فاقتتلوا قتالا شديدا، وعظمت الحرب بينهم، فأسرت ربيعة جماعة من رؤساء بني تميم، منهم ضرار بن القعقاع بن معبد بن زرارة فجزوا ناصيته وأطلقوه، وأسروا عثجل بن المأمون بن زرارة، وجويرة بن بدر بن عبد الله بن دارم، ولم يزل في الوثاق حتى رآهم يوما يشربون فأنشأ يتغنى يسمعهم ما يقول :  
وقائلة ما غاله أن يزورنا***وقد كنت عن تلك الزيارة في شغل    
وقد أدركتني والحوادث جمة***مخالب قوم لا ضعاف ولا عزل     سراع
إلى الجلى بطاء عن الخنا رزان** لدى النادي الباذين في غير ما جهل    
لعلهم أن يمطروني بنعمة ** كما طاب ماء المزن في البلد المح
قد ينعش الله الفتى بعد ذلة***وقد تبتني الحسنى سراة بني عجل
فلما سمعوا الأبيات أطلقوه .
وأسر أيضا نعيم وعوف ابنا القعقاع بن معبد بن زرارة وغيرهما من سادات بني تميم، وقتل حكيم بن جذيمة بن الأصيلع النهشلي ، ولم يشهدها من نهشل غيره. وعادت بكر فمرت بطريقها بعد الوقعة بثلاثة نفر من بني العنبر لم يكونوا ارتحلوا مع قومهم ، فلما رأوهم طردوا إبلهم فأحرزوها من بكر.
وأكثر الشعراء في هذا اليوم، فمن ذلك قول  أبي مهوش الفقعسي يعير تميما بيوم الوقيط :
فما قاتلت يوم الوقيطين  نهشل     ولا الأنكد الشؤمى  فقيم بن دارم  
ولا قضبت عوف رجال مجاشع     ولا قشر الأستاه غير البراجم
وقال أبو الطفيل عمرو بن خالد بن محمود بن عمرو بن مرثد :
حكت تميم بركها لما التقت     راياتنا ككواسر العقبان
دهموا الوقيط بجحفل جم الوغى     ورماحها كنوازع الأشطان